# Viedma
Viedma é uma cidade da Argentina, capital da província de Río Negro e do departamento de Adolfo Alsina. Localiza-se no leste da província, na margem direita do rio Negro, à frente da cidade bonaerense de Carmen de Patagones, com a qual está conurbada.
O presidente Raúl Alfonsín propôs a transferência da Capital Federal da Argentina para a conurbação Viedma-Carmen de Patagones, mas não conseguiu o consenso da oposição.

## Aspectos históricos

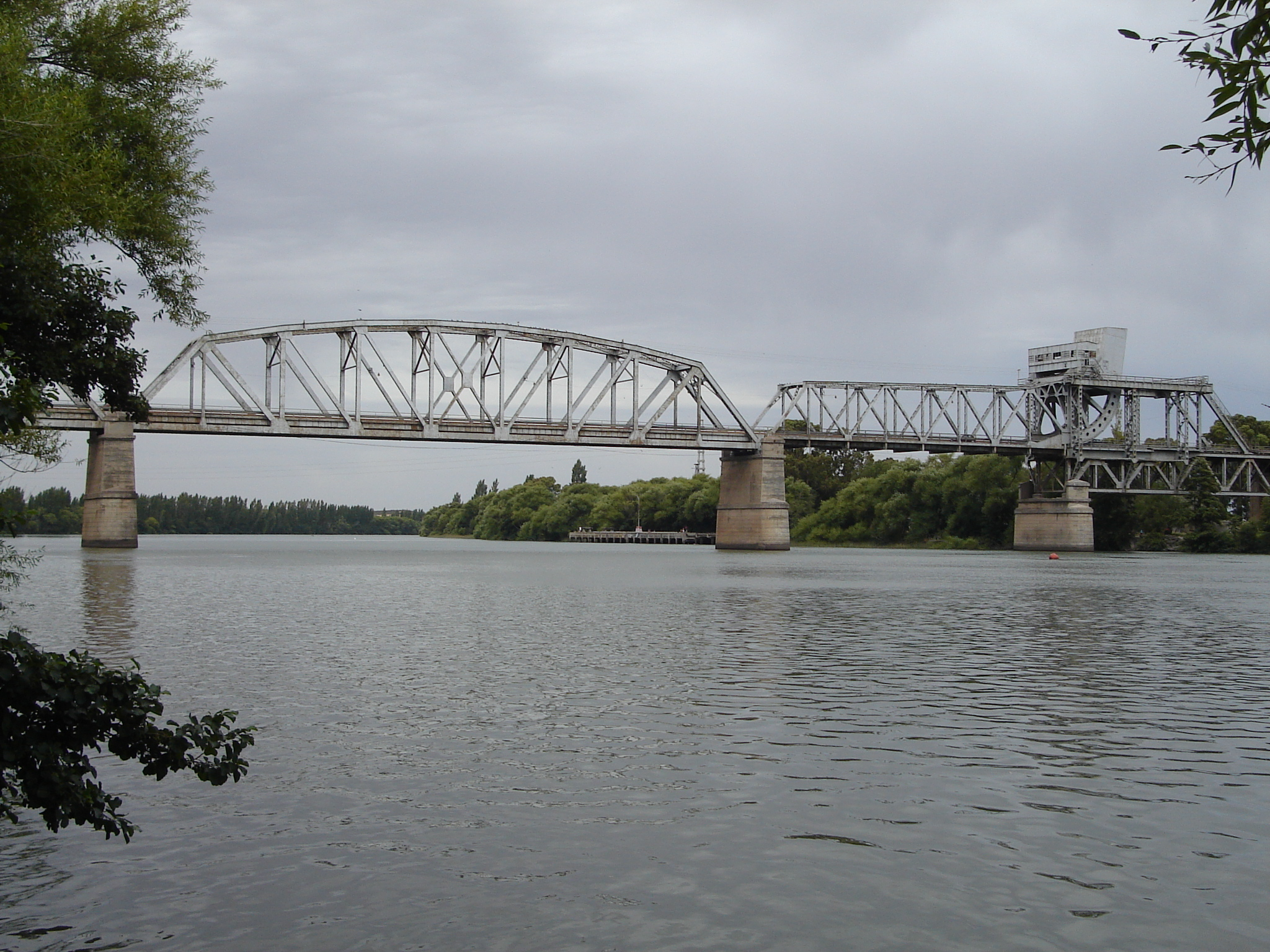
Imagem da ponte ferroviária sobre o Rio Negro passando pela região de Viedma.

A cidade foi fundada por Francisco de Biedma y Narváez em 22 de abril de 1779, e os primeiros colonos eram provenientes de León, na Espanha, mas houve uma inundação e pouco tempo depois o assentamento havia se transferido para a margem oposta do rio Negro.
Em 1900 se converte a capital da província, denominando-se Viedma, em honra a seu fundador. Se considera que esta cidade seja mais antiga que a unidade administrativa da Patagônia.
Viedma incorporou a partir de 2002 —em sua denominação oficial— o conceito de "Capital histórica da Patagônia", por já ter sido, de 1878 a 1882, capital do Território Nacional da Patagônia e a cidade mais antiga desta região. Vale lembrar que Viedma (a partir de 1900, logo após ter sido devastada em 1899 por uma inundação) não foi confirmada como capital da província, e sim do Território Nacional do Río Negro. Este Território se converte em província em 1955 e Viedma em capital definitiva da mesma em 20 de outubro de 1973.

## Turismo
O clima nesta região do país é temperado, com temperaturas médias de 14º C ao ano. Para chegar a Viedma por terra deve-se utilizar a Ruta Nacional 3 (Rota Nacional 3), que se encontra em excelente estado e conta com boa sinalização. Outra opção é o trem patagônico, que une a província de leste a oeste. Viedma está ligada através da via aérea, com vôos diferentes de cabotagem que aterrissam no aeroporto local.
Diferentemente da região onde está situada, Viedma é um moderno centro administrativo que só resguarda alguns vestígios de seu passado na "Manzana Histórica" (Quarteirão Histórico), que cobria a Catedral e o antigo Colégio Salesiano, sede da diocese mais antiga da Patagônia.
Seus principais atrativos turísticos incluem o turismo ecológico ou de estâncias, a possibilidade de conhecer as chácaras que se encontram mais para o oeste da cidade, visitar a localidade de Carmen de Patagones e atravessar suas ruas cheias de história. Os jovens preferem realizar o cruzeiro do rio Negro a bordo de rápidas lanchas. Outras opções como a prática de pesca esportiva embarcada e mergulhos no rio Negro e afluentes também são bem cotadas.

## Esportes
- Futebol: o Club Sol de Mayo e Club Villa Congreso são os mais importantes da cidade.
- Basquete: os quatro clubes mais importantes são o Club San Martin, o Club Villa Congreso, o Club Sol de Mayo e o Club Valle Inferior.

## População
Conta com 80.632 habitantes (2020), o que representa um incremento de 34,53% em comparação aos 52.789 habitantes do censo de 2010. A cidade de Viedma forma uma única conurbação junto com a localidade de Carmen de Patagones, chamada pelo INDEC Viedma - Carmen de Patagones. Ambas superavan os 95.000 habitantes.
Pela sua população, Viedma é a quarta aglomeração de sua província, e a mais povoada do Valle Inferior del Río Negro. É também a segunda capital da província, que é a menor da Argentina (somente Rawson tem uma menor quantidade de habitantes).